# سید رضا صالحی امیری
سید رضا صالحی امیری (زادهٔ ۱۳۴۰) سیاستمدار و مدیر اجرایی ایرانی است که در دولت چهاردهم سمت وزیر میراث فرهنگی، گردشگری و صنایع دستی را بر عهده دارد. او پیش‌تر در سمت‌هایی همچون رئیس کمیته ملی المپیک ایران، قائم‌مقام و معاون امور اجتماعی و فرهنگی شهرداری تهران، وزیر فرهنگ و ارشاد اسلامی ایران و رئیس سازمان اسناد و کتابخانه ملی ایران مشغول به فعالیت بوده است.
او در آغاز کار دولت حسن روحانی، هفتاد روز سرپرست وزارت ورزش و جوانان بود. او پیش از این در وزارت اطلاعات، مرکز بررسی‌های استراتژیک ریاست جمهوری و معاونت پژوهش‌های فرهنگی و اجتماعی مرکز تحقیقات استراتژیک مجمع تشخیص مصلحت نظام فعالیت کرده است. صالحی امیری دارای مدرک کارشناسی و کارشناسی ارشد علوم سیاسی و دکترای مدیریت دولتی از دانشگاه آزاد اسلامی (واحد علوم و تحقیقات) و دانشیار دانشگاه است. وی در ۲۹ دی ۱۳۹۶ از سمت معاونت شهرداری تهران استعفا کرد، و استعفای او توسط محمدعلی نجفی پذیرفته شد.

## زندگی
سیّد رضا صالحی امیری در سال ۱۳۴۰ در شهرستان بابل، شهر امیرکُلا متولد شد. تحصیلات ابتدایی، راهنمایی و متوسطه را در همان شهر گذراند.
رضا صالحی امیری با نام مستعار «برادر فلاح» معاون ویژه وزارت اطلاعات در دهه ۶۰ و ۷۰ خورشیدی بود.
صالحی امیری در سال‌های بعد در مشاغلی همچون رئیس کمیته اجتماعی شورای عالی امنیت ملی، عضو هیئت رئیسه مرکز بررسی‌های استراتژیک ریاست جمهوری، معاون بررسی‌های استراتژیک، عضو هیئت امنای مؤسسه مطالعات راهبردی، مشاور رئیس‌جمهور در دولت سید محمد خاتمی، عضو شورای اجتماعی کشور و عضو شورای اطلاع‌رسانی دولت خدمت نمود. وی همچنین به‌مدت هشت سال معاونت پژوهش‌های فرهنگی و اجتماعی مرکز تحقیقات استراتژیک مجمع تشخیص مصلحت نظام را در کارنامهٔ خود دارد.
صالحی امیری همچنین به عنوان مدیرمسئول و سردبیر، در نشریات و مؤسسات علمی همچون مؤسسات مطالعات سیاسی، مطالعات راهبردی، فصلنامه مطالعات میان فرهنگی، نشریه علمی پژوهشی مدیریت فرهنگی و… عضویت داشته است. وی در یازدهمین دوره انتخابات ریاست جمهوری معاون فرهنگی ستاد حسن روحانی بود و نماینده فرهنگی او در بحث‌ها و مناظرات انتخاباتی محسوب می‌شد و به تبیین نگرش‌های روحانی در زمینه فرهنگ می‌پرداخت.
اواخر مرداد سال ۱۳۹۲ از سوی روحانی، رئیس دولت یازدهم به عنوان سرپرست وزارت ورزش و جوانان منصوب و مهرماه همان سال به عنوان وزیر برای تصدی وزارت ورزش و جوانان برای گرفتن رأی اعتماد به مجلس معرفی شد.

## در دولت یازدهم
برخی بر این عقیده بودند که صالحی امیری از ابتدای کار و قبل از اعلام کاندیداتوری روحانی برای انتخابات یازدهم ریاست جمهوری به عنوان یکی از یاران نزدیک وی درآمدن روحانی به صحنه انتخابات نقش ویژه‌ای ایفا کرده بود.

### معاون فرهنگی ستاد روحانی در انتخابات
بعد از اعلام کاندیداتوری حسن روحانی در انتخابات یازدهم ریاست جمهوری، صالحی امیری به عنوان معاون فرهنگی ستاد وی منصوب شد و با حضور در برنامه زنده ثریا که در تاریخ ۸ خرداد ماه سال ۱۳۹۲ از رسانه ملی پخش شد، به نمایندگی از حسن روحانی، در حضور سه تن از نمایندگان دیگر کاندیداها، به تشریح برنامه‌های دولت تدبیر و امید در خصوص نظام آموزش و پرورش و همچنین نظام آموزش عالی پرداخت. او پس از پیروزی روحانی در انتخابات به سمت ریاست کارگروه شناسایی و تعیین اعضای فرهنگی کابینه منصوب شد.

### سرپرست وزارت ورزش و جوانان
پس از این که سلطانی فر، وزیر پیشنهادی روحانی برای تصدی وزارت ورزش نتوانست رأی اعتماد نمایندگان مجلس را کسب نماید؛ در ۲۶ مرداد ۱۳۹۲، روحانی طی حکمی سید رضا صالحی امیری را به عنوان سرپرست وزارت ورزش و جوانان منصوب کرد.

### نامزدی وزارت ورزش و جوانان دولت اول روحانی
شامگاه شنبه ۲۷ مهر ۱۳۹۲ بود که حسن روحانی طی نامه‌ای به علی لاریجانی رئیس مجلس نهم، سه وزیر پیشنهادی علوم، ورزش و آموزش و پرورش را به مجلس معرفی کرد.
در جلسه علنی مجلس که در تاریخ ۵ آبان ۹۲ به منظور بررسی صلاحیت سه وزیر باقی‌مانده از کابینه یازدهم تشکیل شده بود بعد از استماع نظرات موافقان و مخالفان و نیز دفاعیات وزرای پیشنهادی، نمایندگان مجلس نهم به رضا صالحی امیری وزیر پیشنهادی دولت برای تصدی وزارت ورزش و امور جوانان رأی اعتماد ندادند و صالحی امیری از مجموع ۲۶۱ رأی مأخوذه نمایندگان، با ۱۰۷ رأی موافق و ۱۴۱ رأی مخالف و ۱۳ رأی ممتنع موفق نشد رأی اعتماد مجلس را به دست آورد و از راهیابی به کابینه یازدهم بازماند. در این جلسه الیاس نادران، نماینده تهران، اتهاماتی از جمله دریافت رشوه، صدور دستور شکنجه، دست داشتن در قاچاق، و نقش داشتن در اختلاس در بیمه ایران، دستگیری و بدرفتاری با شماری از «رزمندگان با گرایش چپ» به اتهام دست داشتن در انفجار لوله‌های گاز که منجر به خودکشی یکی از آنان شد و نقش داشتن اعتراضات انتخاباتی سال ۱۳۸۸ را به صالحی امیری نسبت داد. صالحی این اتهامات را تکذیب کرد.

### ریاست سازمان اسناد و کتابخانه ملی
سید رضا صالحی در تاریخ ۹۲/۱۱/۳۰ از سوی رئیس‌جمهوری به عنوان رئیس سازمان اسناد و کتابخانه ملی منصوب شد.

### وزارت فرهنگ و ارشاد اسلامی دولت یازدهم
سید رضا صالحی پس از استعفای علی جنتی در ۲ آبان ۱۳۹۵ طی نامه‌ای به رئیس مجلس از سوی رئیس‌جمهوری به عنوان وزیر پیشنهادی فرهنگ و ارشاد اسلامی جهت کسب رای اعتماد از مجلس شورای اسلامی معرفی شد. در جلسه رای اعتماد مجلس شورای اسلامی در تاریخ ۱۱ آبان ماه سال ۱۳۹۵ رضا صالحی امیری توانست با ۱۸۰ رای موافق، ۸۹ رای مخالف و ۶ رای ممتنع به سمت وزارت فرهنگ و ارشاد اسلامی برگزیده شود.

### اظهارنظر در روز انتخابات و حواشی آن
در روز برگزاری انتخابات ریاست جمهوری دوازدهم به تاریخ جمعه ۲۹ اردیبهشت ۱۳۹۶ فیلمی در شبکه‌های مجازی منشر شد که صالحی امیری با حضور در پای صندوق رأی در حسینیه جماران در گفت‌وگو با یک خبرنگار، رقیب انتخاباتی حسن روحانی را خشونت‌طلب و جزم‌اندیش و حامیان دولت را طرفدار عقلانیت و آزادی می‌خواند و در پاسخ به این سؤال خبرنگار که عنوان می‌کند: «در روزهای اخیر خواننده‌ای با آقای رئیسی دیدار داشتند (اشاره به امیر تتلو) و موجی فضای مجازی را دربر گرفت، نظر شما در این‌باره چیست؟» می‌گوید: «این یک طنز انتخاباتی است. این یک شوخی است، من به کاندیدای عزیزی که در صحنه رقابت است پیام می‌دهم که اگر واقعاً نیاز به حمایت هنرمندان داشتید به من پیام می‌دادید و من برای شما می‌فرستادم». خبرنگار پس از پاسخ وی می‌پرسد: «جدی می‌گویید یا شوخی می‌کنید؟» و صالحی امیری پاسخ می‌دهد: «نه جدی می‌گویم!».
در پی این اظهارات، شماری از هنرمندانی که در انتخابات از حسن روحانی حمایت کرده بودند از جمله کیومرث پوراحمد، سعید سهیلی، رضا ایرانمنش، مسعود جعفری جوزانی و رضا کیانیان سخنان صالحی امیری را نگاه ابزاری و توهین به هنرمند تلقی کرده و بعضاً خواستار عذرخواهی نامبرده شدند. پس از حواشی پیش آمده، وزیر ارشاد فردای آن روز با صدور بیانیه‌ای نسبت به دلخوری‌های پیش آمده عذرخواهی کرد و مصاحبه روز گذشته را یک مصاحبه طنزگونه خواند.

### ارسال نامه برای پخش ربنای شجریان
چند روز پس از اعلام نتایج انتخابات ریاست جمهوری دوازدهم و اعلام پیروزی مجدد حسن روحانی، صالحی امیری به‌عنوان وزیر فرهنگ و ارشاد اسلامی در حاشیه نشست کابینه نامه ای را به عبدالعلی علی عسکری رئیس صدا و سیما داد و در آن خواستار پخش مناجات ربّنای محمدرضا شجریان در ایام ماه مبارک رمضان شد. قبلاً حسن روحانی در اولین مناظره انتخاباتی همان سال، به عدم پخش مناجات مزبور در تلویزیون اعتراض کرده بود.
این موضوع مورد کنایه سید علی خامنه ای رهبر جمهوری اسلامی ایران قرار گرفت و در دیدار ماه رمضان با جمعی از دانشجویان دربارهٔ نامه مزبور بیان داشت:
گاهی اوقات انسان احساس می‌کند دستگاه‌های مرکزی فکر و فرهنگ و سیاست و مانند اینها دچار اختلالند، دچار تعطیلند… حالا مثلاً فرض بفرمایید این‌همه ما مسئلهٔ فرهنگی در کشور داریم، مسائل مهم که شاید من بتوانم ده مسئلهٔ اصلیِ فرهنگی را بشمارم که اینها دچار مشکل است… [امّا] ناگهان می‌بینید مثلاً فرض کنید اینکه فلان آهنگ قبل از افطار پخش بشود یا نشود، می‌شود مسئلهٔ اصلی؛ نامه‌نگاری می‌کنند! پیدا است که این دستگاه اختلال پیدا کرده که مسئلهٔ اصلی را از مسئلهٔ فرعی تشخیص نمی‌دهد و یک مسئلهٔ اصلاً بی‌اعتبارِ بی‌اهمّیّت فرعی را به‌عنوان یک مسئلهٔ اصلی، درشت می‌کنند. وقتی این‌جوری دستگاه‌های مرکزی اختلال دارند، آن‌وقت اینجا جای همان آتش‌به‌اختیاری است که عرض کردم.

## معاون امور اجتماعی و فرهنگی شهردار تهران
محمدعلی نجفی شهردار تهران در تاریخ ۲۱ آبان ۱۳۹۶ طی حکمی صالحی امیری را به سمت قائم‌مقام و معاون امور اجتماعی و فرهنگی شهرداری تهران منصوب کرد.

## رئیس کمیته ملی المپیک
صالحی امیری در تاریخ ۲۵ دی ۱۳۹۶ در انتخابات هیئت رئیسه کمیته ملی المپیک، به عنوان رئیس این کمیته انتخاب شد.

## آثار و تألیفات
در کارنامه سیّد رضا صالحی امیری ۱۴ عنوان کتاب، ۲۵ عنوان مقاله علمی-پژوهشی، ۳۵ عنوان مقاله علمی-ترویجی و ۱۸ عنوان مقاله ارائه‌شده در کنفرانس‌های علمی به چشم می‌خورد.

واگذاری پنجاه و هفت هکتار بافت تاریخی ثبت ملی شیراز: 
در جلسه شورای عالی شهرسازی کشور مورخ هفده دی هزار و چهارصد و سه ایشان راسا برخلاف نظر متخصصان و مردم شیراز ،پنجاه و هفت هکتار بافت تاریخی ثبت ملی شیراز را به شاهچراغ واگذار کردند که در نوع خود بزرگترین توسعه بی برنامه در بافت های تاریخی ایران خواهد بود .